# 스타리그라드 (베오그라드)

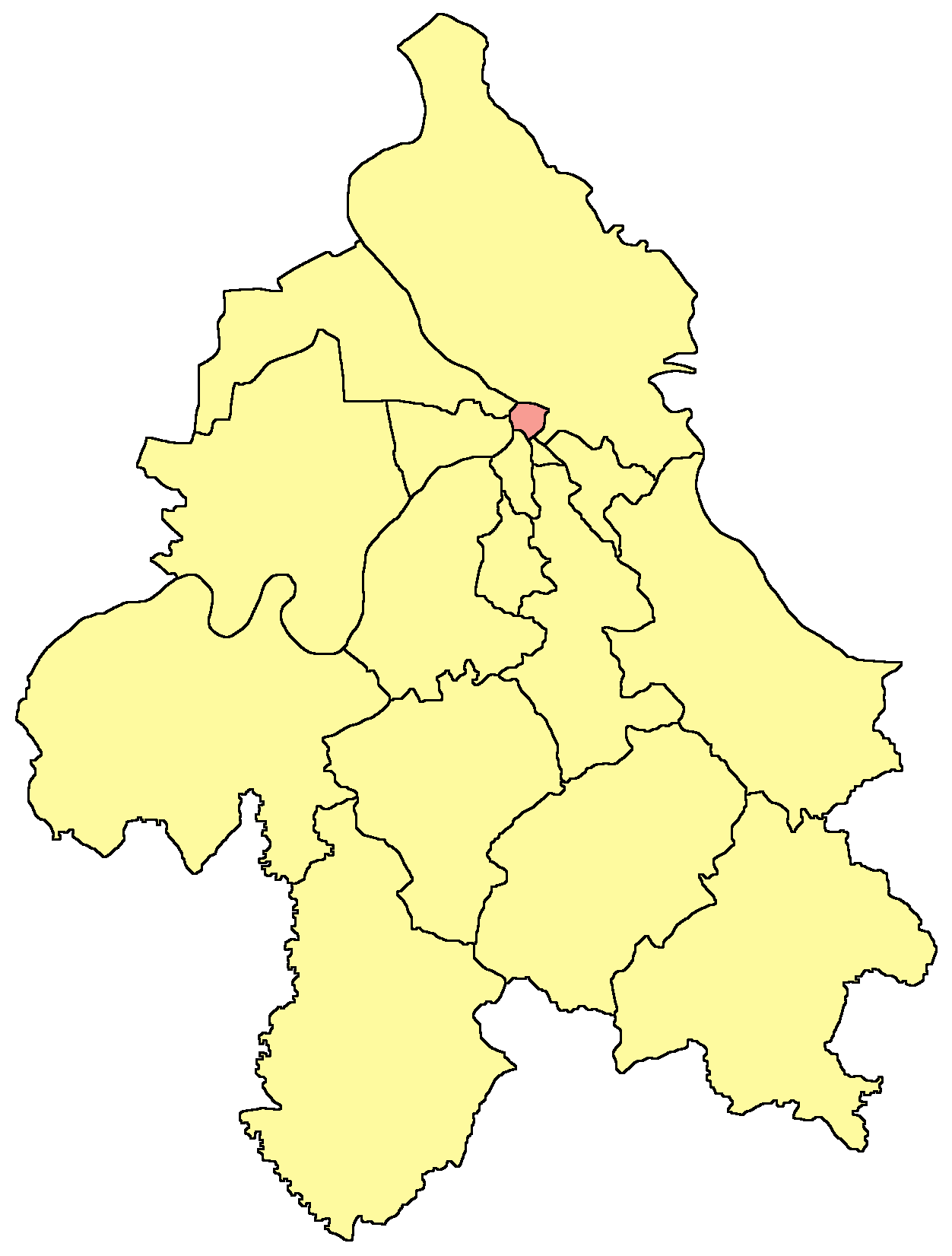
베오그라드 시 지도에 표시된 스타리그라드의 위치

스타리그라드(세르비아어: Стари Град / Stari Grad)는 세르비아의 수도인 베오그라드를 구성하는 17개 지방 자치체 가운데 하나로 면적은 7km2, 인구는 48,061명(2011년 기준)이다.
베오그라드 북부에 위치하며 사바강과 도나우강이 합류하는 지점에 위치한다. 지방 자치체 이름은 세르비아어로 "옛 도시"를 뜻한다.

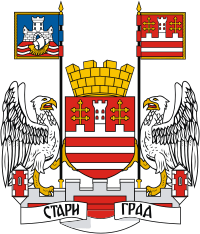
시 문장